# Masacre de Marusia
La masacre de Marusia, ocurrida en marzo de 1925, fue la respuesta del gobierno de Chile –bajo la presidencia de Arturo Alessandri– a una huelga de los trabajadores de una mina de salitre. La masacre provocó más de 500 muertos, siendo más del 90% de ellos huelguistas y sus familiares.

## Antecedentes
La oficina (mina de salitre) de Marusia estaba localizada en las estribaciones de los Andes en la región de Tarapacá, a unos 7 kilómetros hacia el noroeste del pueblo de Huara. Su producción mensual era de 865 toneladas de salitre. En marzo de 1925, los trabajadores mineros se declararon en huelga para exigir mejores salarios, una jornada laboral más corta, y mejores condiciones de trabajo. Si bien las negociaciones estaban teniendo lugar entre los ejecutivos de la empresa y los representantes de los trabajadores, el ingeniero británico que dirigió la mina, un hombre muy odiado por su hábito de azotar a sus trabajadores, fue encontrado muerto cerca de la mina. Un ingeniero de Bolivia fue acusado del crimen y ejecutado sin un debido proceso por decisión de los propietarios de la empresa.

## Hechos
El sindicato, bajo el liderazgo de Domingo Soto, tenía miedo de represalias, y especialmente de otra masacre como la que había sucedido unos años antes en San Gregorio, por lo que decidió tomar varias medidas preventivas. Se pusieron en contacto con las otras minas, y propusieron volar las vías del ferrocarril con el fin de impedir la llegada de los rompehuelgas. El gobierno, al tener conocimiento de los disturbios, respondió enviando a cuarenta soldados bajo el mando del capitán Gilberto Troncoso, conocido como la «Hiena de San Gregorio» por su comportamiento violento.
Las mujeres de Marusia se organizaron bajo la dirección de Selva Saavedra, y decidieron resistir el avance de las tropas. Cuando los soldados llegaron, entraron a la ciudad disparando. Un grupo de trabajadores respondieron lanzando cartuchos de dinamita en ellos, matando a varios soldados y apoderándose de sus armas. Entonces, los trabajadores organizaron una contraofensiva, tomando el relevo el depósito de explosivos de la mina y el corte de los cables telegráficos. El capitán Troncoso, se vio obligado a retirarse.
Los mineros procedieron a armar toda la ciudad (cerca de 2400 personas). En una asamblea abierta, los dirigentes sindicales propusieron negociar su rendición, mientras que algunos mineros defendieron un llamamiento a la ayuda de los trabajadores de otras minas. Al final, una moción de Soto que se preguntó el sacerdote del pueblo para mediar fue aprobado.
Los refuerzos del Ejército llegaron en la forma de un batallón de 300 hombres al mando del coronel Pedro Schultz. Ellos atacaron la ciudad en medio de la noche y la ametrallaron a la vista todo el mundo. Cientos de personas murieron, entre ellos mujeres y niños —el número exacto nunca fue debidamente establecido—. Un grupo de trabajadores fueron capaces de montar una defensa apresurada, lanzando cartuchos de dinamita sobre el avance de las tropas, y se las arreglaron para matar a 36 soldados y herir a otros 64. Los mineros sobrevivientes escaparon con sus familias en las altas montañas. Esto puso fin a la huelga de inmediato, pero el conflicto estalló de nuevo a menos de dos meses más tarde, y condujo a la matanza de La Coruña.